# とんねるずの生でダラダラいかせて!!
『とんねるずの生でダラダラいかせて!!』（とんねるずのなまでダラダラいかせて!!）は、1991年10月16日から2001年3月14日まで日本テレビ系列で毎週水曜日 21:00 - 21:54 (JST) に放送されていたお笑いバラエティ番組。とんねるずの冠番組。
通称は「とんねるずの生ダラ!!」もしくは「生ダラ」で、番組ロゴも中期以降は「とんねるずの生ダラ!」とされた。
出演者の「しゃべり言葉」を字幕として画面に表示するという手法を初めて本格的に導入した番組で、これ以降のバラエティ番組やお笑い番組の制作に多大な影響を与えた。

## 概要
2時間ドラマ枠である『水曜グランドロマン』を分割し、21時台を『番組の途中ですが…再びたけしです』以来のバラエティ枠に戻したうえで開始した番組である。
本番組は放送開始まで「タイトル・内容、未だ決まらず」としてタイトル・内容が明かされず、事前に放送された番宣CMや雑誌・新聞の広告には「とんねるずの番組」または「とんねるず新番組」と表記したり、さらに大仁田厚を起用して「おい、とんねるず!!何で教えねぇんだよ!!」と怒らせるCMも放送された。その後、第1回放送開始の3分後にタイトルが発表された。タイトルに「生で〜」と謳っているとおり、当初は生放送であった。
しかし、番組内容の変化（後述）やとんねるずのスケジュールに制約が出ることが主な理由となって、徐々に録画放送の回が増え、完全にVTR収録による「パッケージ番組」へと変化した。
このため、番組開始当初は、とんねるずと一般公募でスタジオに集められた高校生らがバトルトークを繰り広げる番組であったが、各種バラエティ企画中心の内容に変化していった。
1992年から1996年まではスタジオ内での企画とロケ企画を交えて放送するスタイルを取った。
初年度となる1992年にはバラエティ年間平均視聴率ランキングで4位となり、以後1999年まで、年間平均視聴率ランキングで5位以内に常にランクインした。また、日本PTA全国協議会の「子どもに見せたくない番組」では常に上位常連だった。『とんねるずのみなさんのおかげです』（『とんねるずのみなさんのおかげでした』）、『ねるとん紅鯨団』と並びとんねるずの代表的な番組として数えられることが多い。
最高平均視聴率は1994年3月9日放送分の28.1%。また1990年代の日本テレビ黄金期を代表する番組でもあった。
1997年頃からロケ企画の比率が高くなり、1998年以降はオールロケ番組となった。1998年、平日朝の『ズームイン!!朝!』に専念するために番組を降板した進行役の福澤朗の勇退の際に、「さようなら福澤アナ」企画と題し総集編として約2年ぶりにスタジオから放送した。それ以降においてもロケ企画以外の内容や生放送が時々行われており、一例として2000年5月3日の生放送では、その日行われた巨人戦の模様を定岡正二に解説させるという企画などが行われていた。とんねるずらは、特番の『スーパークイズスペシャル』には1回も出場していない。
2001年3月14日の2時間スペシャルをもって番組は終了。9年半の放送に幕を降ろした。
番組終了以降、日本テレビ系列におけるとんねるず名義の番組は本番組が最後となっている。

## 主な企画

### 初期
大疑問に答える
番組最初期にあったバトルトークの総称。番組1回につき3 - 4つの「疑問」を番組側が提示してトークを進行していた。テーマに合わせてゲストを呼ぶこともあった。
セクシー小学生ゴングショー
各回の優勝者を集めたねずみっ子クラブには、現在の仲根かすみや伊藤かなが所属していた。姉妹企画として「ダンディ小学生ゴングショー」もあり、小学生当時のウエンツ瑛士が出場していた。
心霊写真ゴングショー
視聴者から心霊写真を募集し、織田無道が鑑定。最もインパクトのあった写真を優勝とした。
このほか様々なジャンルのゴングショーがあり、優勝者には10万円と白いウッドベース（前期）、または白い和太鼓（後期）が贈られた。このコーナーの元ネタは日本テレビ系『TVジョッキー』の人気企画「奇人変人」で、こちらは優勝すると白いギターが贈呈されていた。
大喜利
レギュラーとゲスト数名によるコーナー。面白くないネタを出した者にはペナルティとしてパイ投げをくらっていた。中にはお題の例が石橋の機嫌を損ねる内容だったために進行役の福澤がパイ投げをくらったケースもたびたびあった。
麻原彰晃の青春人生相談
麻原彰晃が若者の悩みを解決するという企画。しかし実際は「風変わりな風貌で、ちょっと珍しい事をしているおかしなおじさん」である麻原に対して興味本位な質問をぶつけ、その反応を皆で笑っている感じのものであった。一回きりの企画で、初期生ダラの演出を担当していたテリー伊藤が当時麻原を面白がっており、自身が演出する番組にたびたび出演させていた。

### 全盛期
生ダラKART GRAND PRIX
カートレースの真剣勝負シリーズ。アイルトン・セナ、ナイジェル・マンセル、ジャン・アレジ、鈴木亜久里、中嶋悟、高木虎之介、中野信治といったF1ドライバーも出演したことがある。近藤真彦、岩城滉一、舘ひろし、三原じゅん子、鶴見辰吾、三田村邦彦、渡辺裕之、藤岡弘などの大物タレント、国内トップドライバーからは星野一義、影山正彦、黒澤琢弥、2輪ライダーの辻本聡、宗和孝宏などが出演した。三原がスピンしたカーブが、本人のヒット曲にちなんで「セクシーナイトコーナー」と名付けられた。
フジテレビ系のF1中継のオープニングCGを真似た実写映像やテロップを使用し、テーマ曲も『TRUTH』（T-SQUARE）、エンディング曲『IN THIS COUNTRY』（ロビン・ザンダー）を使用していた。また、石橋はセナに引っ掛けて、「アイルトン・タカ」というドライバー名で出場していた。定岡正二（アイルトン・サダ）は石橋のライバル的役回り（チーム対抗戦の時には石橋のチームメイト）を演じるようになり、コーナーのレギュラーとして人気を博すこととなる。ルールは2種類あり、前期は主に現役のF1ドライバー等との1対1の個人戦。後期はタカチーム、サダチームプラスゲスト2チームに分かれ、1チーム3人（各チームに国内トップドライバーが1人）で1人1スティント5周を2セット計30周、ただし途中15周で後輪タイヤ2本交換のチーム戦として行われた。敗者が罰ゲームを受けることもあり、敗れた鈴木亜久里や石橋が丸坊主となったこともあった。レースは主に新東京サーキットで行われた。オープニングでは実際のF1グランプリの開催国が表示され、その国でレースが行われているという体裁の演出があった。
セナとの対決の際に石橋は「俺が勝ったら鈴鹿で優勝した時のヘルメットくれよな」とセナに約束を取り付ける。結果はセナがコースを横切ってショートカットしたために反則負けとなり、約束通り鈴鹿戦のヘルメットを貰うことになり、その年の日本GPでセナは優勝。しかし、その翌年の1994年のサンマリノGPでセナが事故死した為、実際に石橋に前年の日本GPでセナが優勝したときに被っていたショウエイ製のヘルメットが送られてきた（送り主はマクラーレン・F1チーム）のは、セナが事故死したわずか2週間後であった。この後石橋は「セナから遺志を受け継いだ』として約2年間コーナーを続けた。その後、石橋は『あのヘルメットにはセナの魂が宿っているから、（自分が）被ることができない」と番組中で話していた。
タカ vs サダ 炎の髪切り十番勝負
カートグランプリでの石橋と定岡の抗争がエスカレートしたことに端を発する真剣勝負シリーズ。石橋と定岡がそれぞれタカーズ・サダーズを結成し、カート対決、PK対決、リバーシ対決などの種目で十番勝負を行った。十番勝負としての敗者に丸坊主の罰があるほか、各対決ごとにも罰ゲームがかけられていた。
定岡は、番組内での不甲斐なさや、「おちゃのこさいさい」を「へなちょこさいさい」と言い間違えたことから、石橋に「へなちょこサダ」「負け犬サダ」などと揶揄されたが、最終戦の野球対決でサダーズが6勝目を飾り優勝した。石橋は同時期にモデルに挑戦する企画を行っていたため、定岡の了承を得て罰の執行が延期されたが、石橋が丸坊主になることを露骨に拒否したため、再度定岡の了承を得て最終的には短髪になった。なお、この時に切られた石橋の髪の毛で筆が製作され、後日『とんねるずのハンマープライス』にて「石橋貴明の切った髪の毛で作った筆」として出品された。
サダーズのメンバーは定岡と輪島大士の異色コンビ。輪島も「（好きな食べ物は）マグロ?」「ブリ?」「（好きな女性のタイプは）金髪?」などの名言を残し、「ワジー」として愛されるキャラクターとなった。輪島の起用は、ファンであった石橋の希望によるもので、輪島も番組出演がきっかけで仕事が増えたことから、とんねるずに感謝していた。
男性ストリップバー出演
前述の「炎の髪切り十番勝負」における罰ゲームで、石橋・定岡・輪島大士・輪島功一・福澤が男性ストリップショーに出演する企画。福澤は最初は乗る気ではなかったものの、最終的には下準備をした上でダンスを披露していた。定岡はショー開始前に「身内でやろう?」と言ったところ、石橋に「長嶋さん呼ぶ?」と言い返されてしまう始末だった。
PK職人木梨憲武のサッカーPK対決／ノ・リーグ
木梨が田口光久と組み、国内外のサッカー選手たちとPK戦で対決するシリーズ。木梨が勝てば各チームのジャージをもらうことになっていた。ペレやロベルト・リベリーノ、ルート・フリットなど有名選手とも対戦した。ペレ戦では事実上勝利していたが、ペレ側からクレームがつき、木梨の負けとなった。ワールドカップ前後には遠征を行った。1998年のワールドカップ・フランス大会では、日本国内でもチーム情報が全く把握されていなかったジャマイカ代表選手とのPK対決をイギリスで決行。「日本サッカー協会関係者にも見てもらいたい！」と豪語しながら、ジャマイカ代表選手の情報詳細を日本のテレビで初めて紹介しながらPK対決を行い、サッカー関係者からも注目の放送となった。その後、PKトーナメント戦も開催された。
ここから多くのサッカー企画が生み出され、後に川添孝一、椎名桔平等を加えミニサッカーチーム（当時はフットサルという言葉は浸透していない）「ジーコさんズ」を結成するが、ジーコ本人と対決し敗れチーム名を剥奪され「FCのりの」と改称した。またJリーグの「J」をカタカナの「ノ」に変えたノ・リーグを企画し、各Jリーグチームとフットサル対戦をした。PKで負けたJリーガーが丸坊主にされることもあった。また、定岡正二がシュートの際に発言した「ナイアガラ・ドロップキック」は、あまりのインパクトの強さのため、当時のとんねるずのコンサートツアーのタイトルにもなった。
トレジャーハンティング
貴チームと憲チームに分かれて壮大に繰り広げられた宝探し対決。最初の2回は当時の日テレ麹町本社を利用したが、後に浅草、横浜、箱根、熱海などを舞台に行われた。1995年秋の特番では舞台をアメリカに移し、ロサンゼルス〜（デスバレーで野宿）〜ラスベガスでも行った。対決に使われる暗号部分は、パズル雑誌『パクロス』とのタイアップであり、一時期は視聴者へのプレゼントクイズとして、オリジナルの暗号問題が出題されていた。石橋は開始早々突然コーヒーで休憩を取ったり、トイレにこもり用を足すなどしてメンバーから突っ込まれていた。また、先にゴールしたチームが物陰に隠れ、後から来たチームがゴールしたとぬか喜びしているところで登場して騙すのがお約束だった。
あっくんとみえちゃん／あっくん十番勝負
当初は「子供はお母さんとの約束を守れるのか」というような趣旨で、男の子の「あっくん」がお母さんが出かけている間におやつのイチゴを食べないように、という約束をしたのだが、結局食べてしまう。その時のあっくんの「宇宙人が来て外に捨てちゃった」という言い訳を受けて、特殊メイクを施した見栄晴が宇宙人「みえちゃん」として登場。あっくんとみえちゃんの不思議な友情が好評だった。その後みえちゃんのライバルとして「おたく星人」（宅八郎）、「ツルピカ星人」（そのまんま東）、みえちゃんの妹（倉沢淳美、高橋真美）などが登場したが、あっくんには不評だった。最終回では、みえちゃんとの別れに涙するあっくんの姿が感動を呼んだ。あっくんのその後については『美術手帖』山下陽光十番勝負! web連動企画「あっくんに会いたい」にて紹介されている。
クイズ年の差なんちて!違うか!→クイズ生ダラ年の差なんちて!
フジテレビ系『クイズ!年の差なんて』のパロディ企画。オヤジチーム（とんねるずなどレギュラー陣のほとんどはオヤジチーム）とヤングチーム（佐藤アツヒロや細川直美が多く出場）に分かれて対戦。本家同様のチーム別問題（オヤジ用問題とヤング用問題）のほか、当コーナー独自のクイズやゲームもあった。1000丸のような巨大風船を破裂させるコーナーが多かった。このコーナー以外にも、「なるほど!ザ・成増」（『なるほど!ザ・ワールド』のパロディ）や「100万円生ダラハンター」（『100万円クイズハンター』のパロディで、本家の司会だった柳生博も解答者として出演）、『クイズ100人に聞きました』（番組オリジナルで、工藤静香のみが答えたベスト5を当てる問題も登場）、『底ぬけ脱線ゲーム』（人間ボウリングなどの過激な企画が有名）と、過去の名クイズ・ゲーム番組のパロディ企画も数多く行われた。
勝俣州和の芸能界ひとりずつたたきつぶしてやる!
とある企画の罰ゲームでスカイダイビング対決をした所、勝俣が号泣してしまう醜態を晒したことに端を発した企画。タイトル通り、勝俣が他の芸能人に海上ターザンジャンプや鯱ロデオなどで勝負を挑んだが、このコーナーで男を上げるどころか毎回泣いてしまい「泣き俣」のレッテルを貼られ、毎週登場しているにもかかわらず「準レギュラー」として不遇の扱いを受けていた。
なお、勝俣がレギュラー入りする前にゲスト出演した際、とんねるずとのボウリング対決にて勝俣が勝利し、再戦を要求するとんねるずに勝俣が「頼み方というものがあるんじゃないですか?」と返したところ、とんねるずが土下座するという展開になった。これが「泣きの1回」の始まりで、以降の当番組でも恒例の演出として使われるようになった。
生ダラドッキリカメラ
日本テレビ系『元祖どっきりカメラ』のパロディ企画。木梨が仕掛人軍団のリーダー「ノリ圭介」（後期は「木梨野呂武」。元祖のレポーター・野呂圭介のパロディ）となり、オープニングでの作戦説明や作戦中の仕掛人への指示を行い、作戦終了後には元祖を真似た「生ダラドッキリカメラ NTV」と書かれたプラカードを提示する役を務めた。毎回いくつかの小ネタドッキリを行った後に大掛かりなドッキリを実行するが、大ネタのコンセプトは必ず落とし穴であった。決定的シーンではフジテレビ系『スターどっきり（秘）報告』のように、別角度から撮った映像や『マンボNo.5』のリズムに合わせて早送り・逆回転する映像などが何度も繰り返して流れた。
ドッキリのターゲットは、ほぼ毎回においてにしきのあきら（現・錦野旦）であった。にしきのは、この企画が行われる少し前から「裏スター」として福澤らにいじられる役どころで出演していたが、ドッキリ企画でのリアクションの良さが好評となり、生ダラの準レギュラーの座を決定的なものとした。2018年1月28日放送のテレビ朝日系『しくじり先生 俺みたいになるな!!』に錦野が出演した際には、当時様々なトラブルからどん底の状態にあったにしきのの運命を変えてくれた存在として、とんねるずと生ダラの名を挙げていた。他に、「ジョージ山本」として木梨とユニットを組んでいた山本譲二もターゲットにされたことがあった。
特に語り草になっているのは、この企画の第2弾である。全裸のにしきのを高台の露天風呂を模したセットから巨大滑り台で落下させ、下で待ち構えている巨大なボウリングのピンを「スターにしきの」が何本倒せるかという大ネタで、「これがホントの『スターボウリング』作戦」と題して実施された。にしきのの落下後には、本家『スターボウリング』に出演した志生野温夫が「ナイス・カン!」と絶叫する演出があった。各小ネタで真剣に怒ったり困惑したりするにしきののリアクション、そして大ネタにて全裸で滑り台を流されるにしきののインパクトのある映像が、視聴者からの大きな反響を呼んだ。この露天風呂滑り台は、後にフジテレビ系『めちゃ2イケてるッ!』でも中居正広をターゲットに日本一周企画でパロディ化された。
「ドッキリカメラ」と銘打った企画ではないが、勝俣や定岡などの出演者もドッキリに嵌められたことがあった。石橋も、カート対決の罰ゲームとしてテレビ朝日系のドラマ『西部警察』の撮影で使われた石原プロの特殊車両の清掃をした際に、舘ひろしからドッキリを仕掛けられた。清掃終了後、石橋が渡哲也に「綺麗になったろ、テツ」と言わなければならない、という罰ゲームだったが、渡の肩を叩き「テツ」と言った瞬間、渡が激怒してテーブルを蹴り「イシバシ!」と叫び、廊下に逃げる石橋を追い回し、石橋に「お前になんでテツって呼ばれなくちゃいけねえんだ」「ナメとんけワレ」と凄んでみせるというものだった。途中で館が「ウソ！」言ってドッキリは終了。無論、渡の激怒ぶりは演技であったが、何も知らない石橋は完全に怯え、定岡にすがりつきながら「サダさんシャレになってないよ」と半泣きになっていた。最終的には冷静になった渡が舘を指差しながら「全部コイツ（舘）が悪いんだよ」と石橋に言い、ようやく石橋は安堵の表情を浮かべた。
番組終了から約10年後の2011年1月6日に放送されたフジテレビ系『とんねるずのみなさんのおかげでしたスペシャル』では「全落オープン」として落とし穴企画がハワイで復活し、錦野が4度も落とし穴の餌食となった。他局・マイナーチェンジという形ではあったが、往年の視聴者を懐かしがらせて笑わせた。錦野は生ダラからの因縁を思い出すコメントを発し、テロップでも生ダラを「伝説の番組」として紹介していた。
祖師ヶ谷ーズ
元々は「タカ vs サダ」などの際に出番のなかった木梨と勝俣が、それぞれ「祖師ヶ谷ーズ1号、2号」に扮し、マスクを被った謎の2人組として飛び入り参加していたもの。勿論正体はバレているのだが、次第に妙な人気を得て、世田谷区祖師ヶ谷の商店街を軽トラックに乗ってパレードするなどの独立した企画も生まれた。祖師ヶ谷に店舗があった長崎屋（現在はスーパーオオゼキと100円SHOPダイソーになっている）のテーマ曲に乗りながら登場した。挑発されたり質問されたりしても何も答えずに、「言えよ!」と突っ込まれるのがお約束事だった。3号としてブラザー・コーンが登場したこともあった。
闘牛対決
スペイン・マラガの闘牛場で、闘牛の真剣勝負を行った。石橋、福澤、にしきのあきら、THE ALFEEの高見沢俊彦らが挑戦した。闘牛に懸賞金をつけた勝負で、石橋は見事に闘牛から懸賞金を奪ったが、マタドールの衣装のお尻のラインが破けていた。とんねるずマネージャーのボブ市川は、この企画で「マラガの海の贈り物」なるキャラクターに扮し活躍した。福澤やにしきのが赤い軽装・衣装で行ったり、演奏しながら挑戦した高見沢が襲われるなど危険なことも多く、毎回数多くのドラマを作り出した。実際に、2001年2月収録の闘牛企画で高見沢が左手人差し指を骨折するというアクシデントに見舞われ、一時はその年のTHE ALFEEのコンサートツアーの実施が危ぶまれる事態を招いた。
エアロビクス対決
静岡県清水市（当時。現在の静岡市清水区）で実際に開催されていたエアロビクス大会に出場するべく、「ニューエアロ奈美恵（諸星和己、福澤、宍戸開。福澤勇退後にデビット伊東が加入）」「チーム踊る肉ダンゴの甘酢がけ（木梨、にしきの、角田信朗）」「極悪非道のダンスユニット・芯（石橋、定岡、長嶋一茂）」の奮闘する様子を放送した。ダンスのBGMは3組ともベリーニの楽曲『サンバ・デ・ジャネイロ』のリミックスを使用し、チーム肉ダンゴはさらににしきのの『空に太陽がある限り』や西城秀樹の『ギャランドゥ』をミックスして使っていた。視聴者にも振付けを覚えてもらうため、福澤が音楽に合わせて「起きてしゃがんで見栄切って」といった振付けナレーションを付けていた。
各チーム健闘したものの、芸能人ゆえの練習日数の少なさから、大会での成績は振るわなかった。特に口ばかり達者だった「芯」は、当然のように最下位の屈辱を味わった。このエアロビクス大会は静岡放送で録画放送され、生ダラチームの演技も実際に放送された。
木梨憲武バレエ団
木梨、佐藤康恵、佐伯日菜子がバレエを学ぶところに始まり、後に木梨を団長に団員をオーディションで公募し、実際にバレエ公演を行うまでの様子を放送した。エアロビクス、ダンスに懲りた憲武だったが、バレエにはかなり乗り気だった。先生として迎えた大滝愛子や、ニューヨークの男子バレエ団「グランディーバ」など、ユニークな出演者も好評だった。ゲストとして奈美悦子、神田うの、熊川哲也も出演していた。
沖縄アクターズスクール入門
木梨が勝俣、にしきのあきら、奈美悦子、未唯らとともに訪問・入団し、数週間かけてダンスを学んだ後、最後にトップクラスの子どもたちとともにコンサートを開いた。
輪島大士お見合い企画
離婚し独身だった輪島のために石橋が立ち上げた再婚支援企画。かつてとんねるずが司会をしていたフジテレビ系『ねるとん紅鯨団』の要素を取り入れた内容になっていた。最終的に輪島はめでたく再婚することができた。
生ダラ日本シリーズ
その年日本一になったプロ野球チームに石橋が加わり（タカーズ）、定岡率いるサダーズと真の日本一を賭けて野球対決する。ルールは5回までだが、必ず負けた方は罰ゲーム（顔を地面につけて土下座するなど）をして、泣きの延長戦（7回まで）をする。しかし7回でも逆転できず、どうしても勝ちたいがために「もう1回本当の本当に最後の泣きの延長戦（9回まで）」をすることもあった。
入場テーマ曲は、石橋は自身が出演した映画『メジャーリーグ2』の劇中歌『ワイルドシング』。一方の定岡は自身の歌『夢をあげたい』だった。
かつての名物コーナー「タカ vs サダ 炎の髪切り十番勝負」の延長戦のようなノリが見られ、石橋はことあるごとに定岡を坊主にしようと画策するが、1997年は定岡の代わりに長嶋一茂が犠牲になった。1998年は当初グラウンド10周のマラソンの罰ゲームだったが、石橋が「やっぱ、サダを坊主にしないと気が済まないよ!」と負けた定岡を坊主にしようとした。しかし斉藤明夫の説得により、坊主は免除された。
サダーズのメンバーは定岡兄弟（兄・正二&弟・徹久。石橋に2人揃ってバカ兄弟と呼ばれていた）と、対戦する球団のOB（長嶋一茂・ギャオス内藤・角盈男（1997年）・遠藤一彦・斉藤明夫・シピン・平松政次（1998年））や、定岡の友人である西本聖・バースやデストラーデなど、豪華メンバーであるが、サダースの名コンビであった輪島は一度も出演しなかった。デストラーデが実にひょうきんな所を見せ、1998年には定岡と一緒に土下座をするなど、妙な存在感を示していた。
現在も『夢対決!とんねるずのスポーツ王は俺だ!スペシャル』（テレビ朝日系）のコーナー「リアル野球BAN」に、本コーナーのコンセプトが使われている。
フランス横断生ダラウルトラクイズ
日本テレビ系『アメリカ横断ウルトラクイズ』のパロディで、ウルトラクイズが事実上終了した1993年秋頃に行っていた、石橋と定岡のクイズ対決。場所こそフランスだが、内容はアメリカ横断ウルトラクイズのクイズ形式（ジャンケン、機内ペーパークイズ、バラマキクイズなど）が用いられ、司会も本家の2代目司会だった福澤が務めた（ただしフランス国内。成田空港のジャンケンは河村亮アナウンサー）。パリまでの移動はジャンケンで勝利した定岡はファーストクラスで、敗れた石橋はエコノミークラスで移動したが、石橋はファーストクラスでなければ当企画をキャンセルすると言ったほどであった。クイズに負けた方は、その都度罰ゲームが課された。最終的には定岡が勝利。石橋はジャージを着用してエッフェル塔を階段で昇り、最終的な罰ゲームとして、スペインで行う闘牛対決ロケ（上記参照）までの間、定岡の付き人をさせられた。
『愛ラブ・リビング』の特別ゲスト
日本テレビ系の視聴率の低い番組にとんねるずを特別ゲストに招き、視聴率を上げようという企画。当時土曜日の午前中に放送されていた生活情報番組『愛ラブ・リビング』がその権利を勝ち取った。にしきのの自宅マンションを訪問する内容となり、事前ににしきのに撮影の許可を取った。『愛ラブ・リビング』の収録当日には、生ダラの収録も同時に行われ、福澤も同行した。にしきのが『愛ラブ・リビング』司会の見城美枝子ととんねるずに、デビュー時に歳を2歳誤魔化していた過去を明かしたり、見城がにしきのの所持していたトロフィーの上部を壊したりなどのハプニングがありつつ、『愛ラブ・リビング』の収録が終了。
しかし、生ダラ側の収録は続いており、とんねるずから「スターの家としては物足りない、もっとスターの家らしくしよう」と提案。すると突然、大型トラック一台分の置物（等身大のにしきの人形など）などがマンション室内に運び込まれ、瞬く間に室内は『愛ラブ・リビング』の収録時とは状況が一変、さらには寝室までもが勝手にステージに改造されていた。突然流れた『空に太陽がある限り』の音楽に合わせ、舞台と化したベッドの上で歌い出すにしきのの隙を付いて、とんねるずと福澤は「もうやり逃げ状態」にしてにしきの宅から撤収。歌い終わって我に返り、室内の状況に再び戸惑うにしきのが置き去りになる形で、生ダラ側の収録も終了した。先に生ダラ側で収録した分が放送され、その週の土曜日に当企画の『愛ラブ・リビング』が放送された。
輪島功一のだんご屋バスツアー
国分寺市にある輪島功一が経営する団子屋にバスで赴こうという企画。とんねるず、錦野、輪島大士、そのまんま東、定岡、勝俣が参加した。目的地に向かうバスの車内ではトークやカラオケなどで盛り上がったが、錦野が車酔いで嘔吐してしまい、嘔吐物の臭いがバス車内に充満し、車内はまるで地獄絵図のようなパニックになってしまった。場の空気を収めるために、一行は一旦バスを停車させて外の空気を吸って落ち着いていたが、その時定岡が錦野を置き去りにしようと提案。バスから遅れて降りた錦野の隙きを付いて、とんねるず、定岡、勝俣はバスに戻り、そのままバスは発車。その時錦野と共に東も置き去りになってしまい、2人は後続の一般車の運転手に頼んでバスに追いついた（バスに戻った錦野は自分を置き去りにしたのは勝俣の仕業だと信じて疑わなかった）。団子屋到着後、メキシカンハットをかぶった勝俣は石橋から無線を使った指示で団子を「まずい」と言ったり、バスに団子を盗み帰ったりしていた。その際勝俣は追いかけてきた輪島に対して「ADです」と言い返していた。輪島の拳を用いた追求に勝俣は全ては石橋からの指示だったと白状し、石橋もそれを認める仕草をした。一行は輪島に事の経緯を説明したあと、バスから降りて団子を味わうだけではなく、店頭での呼び込みを行い、その日一日の団子屋の売上に貢献した。この企画は総集編の「もう一度みたいランキング」では「スターのゲロ」として上位にランクされるほど人気がある企画であった。
生ダラダンプカーレース
オフロードに障害物を設置し、中型ダンプカーを使ってレースを行う企画。石橋、木梨、勝俣、デビット、山本譲二、岩城滉一、薬丸裕英、掛布雅之が参加した。荷台にはドラム缶や放水装置などが積載され、レース中は荷台を可動させるなどして他の車両の走行を妨害してもよいというルールだった。
初回では悪天候による最悪のコンディションや、コース上でのスタック連発によりまともなレースが出来なかったこと、さらに優勝した石橋・デビットチームにも「コースで全車がスタックしてしまい、そこから抜け出した際にショートカットした」という勝ち方に他チームからクレームが付いたことで、大井プロデューサーの一言により2回目の開催が決定。コース上の障害がさらに増え、絶好のコンディションの中で行われた。
岩城が敵チームの車両に容赦なくぶつける、レースの激しさからドアが外れてデビットが走行中のダンプカーから落ちそうになる、コース上に地雷ゾーンがあり通過するダンプカーに合わせて実際に爆破させる、などの危険なシーンが多発し、実際にレース終了後に出演者が「ケガ無くて良かった」と口々に言うほどの企画であった。
木梨憲太郎企画
木梨の芸術家としての一面をクローズアップした企画。生ダラ内では木梨憲武とは別人という体裁で「芸術家・木梨憲太郎」を名乗っていた。七十七銀行の預金通帳のデザインや、土佐ノ海の化粧廻しのデザイン、対戦型格闘ビデオゲーム『マーヴル・スーパーヒーローズ VS. ストリートファイター』のゲストキャラクター「憲磨呂」のデザインおよび声優などを担当し、その製作過程を追っていた。
音楽ユニット企画
生ダラ内の企画として、以下のユニットが誕生した。詳細は各楽曲の項目を参照のこと。
- 憲三郎&ジョージ山本（木梨、山本譲二）

北島三郎が全面プロデュースを行った。楽曲『浪漫-ROMAN-』はスマッシュヒットとなり、第47回NHK紅白歌合戦への出場、第38回日本レコード大賞の企画賞受賞を果たした。
- ANDY'S（石橋、定岡、デビット）

「愛と自由とセーフティードライブのバイクチーム」というコンセプトで、当初のユニット名は「生殺」だったが諸事情で「ANDY'S」になった。佐野元春によるプロデュースで楽曲『FREEDOM』を発表した。
- Little Kiss（石橋、工藤静香）

カメリアダイアモンドで知られる三貴のCMソングへの採用を目論んだユニットで、楽曲『A.S.A.P.』は実際に同社のCMに使われた。

### 末期
女子アナ予備校
アナウンサー志望の女子大生を集めて、木梨がアナウンサーレッスンをするというコンセプトで作ったコーナー。講師に久保晴生（元日テレアナウンスカレッジ校長・フリーアナウンサー久保純子の父）などを招いて取り組んでいた。このコーナーには、当時日テレアナウンスカレッジに在籍していた前田真理子（当時学習院大学在学中、現・テレビ東京アナウンサー）も出演していた。
負けず嫌い王決定戦
同じくとんねるずが出演するフジテレビ系『とんねるずのみなさんのおかげです』→『おかげでした』のコーナー「食わず嫌い王決定戦」のパロディ。芸人2人にゲテモノ料理を差し出し、先に食べた方が勝ちという企画。
デビット伊東のラーメン修業企画
当時タレントとして伸び悩んでいたデビット伊東に対し、彼が万が一芸能界を離れても生活できるようにラーメン店の店主として再生させるという企画。福岡のラーメン店「博多一風堂」での修業から、2000年7月にラーメン店「でび渋谷店」をオープンするまでの過程を追った。放送終了後も、デビットのラーメン店は「でびっと」と屋号を変更しつつ、チェーン店を展開し営業を続けている。かつては海外店舗もあった。デビット自身も、いかりや長介からの助言などがあり、タレント業と店舗経営を並行している。
Tバックマサハル
当時とんねるずのマネージャーだった関口正晴が大盛りメニューに挑戦する企画。関口がタイガーマスクを模したTバックとマントを着用して登場し、さらにTバックから紅茶のティーバッグを吊るして、熱湯が入ったカップにティーバッグを付けて紅茶をいれるパフォーマンスをしていた。石橋はマネージャー「Mr.エックス」として登場する。特大ステーキではタイムアップ寸前で残ったステーキにがぶりついて完食扱いにした。一方で大盛りカレーライスは完食できず、代金を請求されて関口自身が支払った。オープニングはアニメ『タイガーマスク』のパロディで、一部シーンのロケはソープランドで行われた。オープニング曲はアニメ『タイガーマスク』のオープニング『行け!タイガーマスク』の替え歌、完食できなかった際のエンディング曲は『みなし児のバラード』（オリジナル）が使用された。
逃亡者
当時勝俣州和の付き人をしていた、通称「高倉くん」こと小山弘訓（現在は融合事務所所属の俳優）が、尊敬する高倉健に会うという夢を叶えるため、東京から北海道までの逃亡劇に挑戦する。小山は毎週指定された3つの候補都市のいずれかを訪れ、姿を見せなければならない。とんねるず側は視聴者からの小山の目撃情報を元に、彼が出現する候補地を推理する。推理が的中した時点で小山は確保され、逃亡失敗となる。1回目の失敗後、「泣きの1回」として再挑戦をしたが、こちらも失敗に終わった。企画終了後、小山に高倉からの激励のメッセージが届けられ、号泣する様子が放送された。
寿司を賭け対決!マージャン「寿司ジャン」
番組末期によく行われた、とんねるずとゲスト2人が高級寿司を賭けて対決する企画。ポンジャンやドンジャラにルールが似ており、寿司ネタやビールなどの絵が描かれた牌を最初に3枚ずつ3種類集めた人が上がり、揃えたネタを食べることが出来る。寿司の代金は、敗者が支払う。後にこのゲームは市販化された。
パチンコ対決
番組最末期はこの企画の放送がほとんどだった。初期は石橋率いる梁山泊軍団と、木梨およびマンション久保田が中心のチーム尿蛋白（後に「チーム久保田」に改称。野猿メンバーであったホッシーなども参加）の対決形式で、後にゲストを交えた4チーム対抗戦も実施された。梁山泊所属のパチプロや久保田らによるパチンコ講座も行われていた。ゲストには、本格的に女優転向する前の柴咲コウや、当時の新日本プロレスで人気だった蝶野正洋率いるTEAM 2000のメンバーなどが出演した。

## 出演者

### レギュラー
- とんねるず（石橋貴明・木梨憲武）：メイン司会（総合司会）
- 見栄晴（初期）：そのまんま東とのボクシング対決で「負けたら降板」で敗れてしまい降板。その後、末期のパチンコ企画でチーム久保田の一員として準レギュラー復帰。
- 宅八郎（初期）
- イカおやじ（初期） - 川崎競馬場での街頭インタビューにおいて、イカの串焼きを食べながら回答してインパクトを残した中年男性。翌週に捜索企画で再登場し、番組レギュラーに抜擢された。レギュラー時には皿一杯に盛り付けられた焼きイカが用意され、たまに発言しようとすると木梨が「イカ好きですか？」と遮り、それに対し「大好きです！」と答えるのがお約束となっていた。
- ねずみっ子クラブ（初期）
- そのまんま東：当初は準レギュラーであったが、見栄晴とのボクシング対決で勝利し、レギュラーを獲得。
- 勝俣州和（中期以降）：毎週登場するにもかかわらず、準レギュラーと茶化されていた。
- 定岡正二（中期以降）：プロ野球を引退した後、石橋との因縁対決といじられるのが全国区の知名度を得て、番組の名物キャラクターとなる。
- デビット伊東（後期）

### 進行役
レギュラー（ナレーターも兼任）
- 福澤朗（当時日本テレビアナウンサー、番組開始 - 1998年7月）：福澤が当番組の進行に起用されたのは、『全日本プロレス中継』などをよく見ていた石橋が福澤のキャラクターを気に入り「生ダラで使いたい」と申し出たことによる。以下の矢島や鈴木も担当したことがある。
- 矢島学（日本テレビアナウンサー、1998年7月 - 1998年9月）
- 鈴木崇司（日本テレビアナウンサー、1998年10月 - 番組終了）

不定期出演
- 藤井恒久（当時日本テレビアナウンサー）
- 森富美（日本テレビアナウンサー）
- 船越雅史（当時日本テレビアナウンサー）
- 辻よしなり（末期/パチンコ対決進行、元テレビ朝日アナウンサー）

アシスタント
- 米森麻美（当時日本テレビアナウンサー、番組開始当初は「データレディー」と呼ばれていた）
- 角田久美子（当時日本テレビアナウンサー）

### 準レギュラー
- チチスイ鈴木（初期）

自分の乳を吸えるという芸を披露した小学生の男の子。キャラクター的に石橋に気に入られ、その後も幾度か出演。2度目の出演の際に和田アキ子に対し、あまりのボケをかまし憤慨され号泣する。また、「チチスイ鈴木」の芸名はこの回に出演した和田アキ子によってつけられた。しかし、後に登場したねずみっ子クラブの登場と活躍に追いやられ、自然消滅状態での降板となった。
- 織田無道

番組における除霊担当。番組では「住職」と呼ばれていた。心霊写真鑑定コーナーや、勝俣主導の企画で除霊を行っていた。その影響からか、檀家が減ってしまい、福澤から「檀家激減織田無道住職」と紹介されていた。
- 田口光久（元サッカー選手GK）
- にしきのあきら
- 高見沢俊彦
- 北島三郎
- 和田アキ子
- 工藤静香
- マルシア
- 川上剛史：「狂乱の気功師・川上」の異名を取り、彼を主役とした脱出マジック企画が放送されたこともあった。
- 望月三起也（漫画家）
- 輪島大士（中期以降）
- 輪島功一（中期以降）
- 保坂尚輝（中期以降）
- プリンプリン（中期以降）
- アリtoキリギリス（中期以降）
- TIM（中期以降）
- 久保田篤（後期）：パチンコ対決レギュラー。「マンション久保田」名義で出演。
- 諸星和己（後期）
- 角田信朗（後期）
- 蝶野正洋（後期）
- 天山広吉（後期）
- アンディ・フグ（後期）

## 主題歌
- 「大人になるな」（初期エンディング、とんねるず（「がむしゃら」に収録）
- 「LATE SHOW」(中期エンディング、とんねるず「Araival」収録)
- 「Ba・Ca」（中期オープニング、とんねるず）

## ネット局
| 放送対象地域  | 放送局             | 系列                          | ネット形態             | 備考                                                                 |
| ------------- | ------------------ | ----------------------------- | ---------------------- | -------------------------------------------------------------------- |
| 関東広域圏    | 日本テレビ         | 日本テレビ系列                | 制作局                 |                                                                      |
| 北海道        | 札幌テレビ         | 日本テレビ系列                | 同時ネット             |                                                                      |
| 青森県        | 青森放送           | 日本テレビ系列                | 同時ネット             |                                                                      |
| 岩手県        | テレビ岩手         | 日本テレビ系列                | 同時ネット             |                                                                      |
| 宮城県        | ミヤギテレビ       | 日本テレビ系列                | 同時ネット             |                                                                      |
| 秋田県        | 秋田放送           | 日本テレビ系列                | 同時ネット             |                                                                      |
| 山形県        | 山形放送           | 日本テレビ系列                | 遅れネット →同時ネット | 1993年3月まではテレビ朝日系列とのクロスネット局                      |
| 福島県        | 福島中央テレビ     | 日本テレビ系列                | 同時ネット             |                                                                      |
| 山梨県        | 山梨放送           | 日本テレビ系列                | 同時ネット             |                                                                      |
| 新潟県        | テレビ新潟         | 日本テレビ系列                | 同時ネット             |                                                                      |
| 長野県        | テレビ信州         | 日本テレビ系列                | 同時ネット             |                                                                      |
| 静岡県        | 静岡第一テレビ     | 日本テレビ系列                | 同時ネット             |                                                                      |
| 富山県        | 北日本放送         | 日本テレビ系列                | 同時ネット             |                                                                      |
| 石川県        | テレビ金沢         | 日本テレビ系列                | 同時ネット             |                                                                      |
| 福井県        | 福井放送           | 日本テレビ系列 テレビ朝日系列 | 同時ネット             |                                                                      |
| 中京広域圏    | 中京テレビ         | 日本テレビ系列                | 同時ネット             |                                                                      |
| 近畿広域圏    | 読売テレビ         | 日本テレビ系列                | 同時ネット             |                                                                      |
| 鳥取県 島根県 | 日本海テレビ       | 日本テレビ系列                | 同時ネット             |                                                                      |
| 広島県        | 広島テレビ         | 日本テレビ系列                | 同時ネット             |                                                                      |
| 山口県        | 山口放送           | 日本テレビ系列                | 同時ネット             | 1993年9月まではテレビ朝日系列とのクロスネット局                      |
| 徳島県        | 四国放送           | 日本テレビ系列                | 同時ネット             |                                                                      |
| 香川県 岡山県 | 西日本放送         | 日本テレビ系列                | 同時ネット             |                                                                      |
| 愛媛県        | 南海放送           | 日本テレビ系列                | 同時ネット             |                                                                      |
| 高知県        | 高知放送           | 日本テレビ系列                | 同時ネット             |                                                                      |
| 福岡県        | 福岡放送           | 日本テレビ系列                | 同時ネット             |                                                                      |
| 長崎県        | 長崎国際テレビ     | 日本テレビ系列                | 同時ネット             |                                                                      |
| 熊本県        | くまもと県民テレビ | 日本テレビ系列                | 同時ネット             |                                                                      |
| 大分県        | テレビ大分         | 日本テレビ系列 フジテレビ系列 | 遅れネット →同時ネット | 1993年7月から 1993年9月まではテレビ朝日系列との3系列のクロスネット局 |
| 鹿児島県      | 鹿児島テレビ       | 日本テレビ系列 フジテレビ系列 | 同時ネット             | 1994年3月23日まで                                                    |
| 鹿児島県      | 鹿児島読売テレビ   | 日本テレビ系列                | 同時ネット             | 1994年4月開局から                                                    |
| 沖縄県        | 琉球放送           | TBS系列                       | 遅れネット             |                                                                      |

### ネット局に関する備考
- 山形放送は1993年3月まで日本テレビ系列とテレビ朝日系列のクロスネット局だったため、クロスネット時代はテレビ朝日系列の水曜21時刑事ドラマを同時ネットしており、当初は火曜深夜での遅れネットとなっていた。その後、山形テレビがフジテレビ系列からテレビ朝日系列へネットチェンジしたことにより、刑事ドラマ枠が同局へ移行したため、日本テレビ系フルネット局へ切り替わった同年4月以降は同時ネットへと変更された。
- テレビ大分は1993年6月までは不定期放送であったが、『ウッチャンナンチャンのやるならやらねば!（フジテレビ）』の諸事情による打ち切りにより、つなぎ番組として同年7月から火曜 17:00 - 17:55に遅れネット開始を開始した。その後、テレビ朝日系フルネット局の大分朝日放送開局により、9月まで同時ネットしていたテレビ朝日系列の水曜21時刑事ドラマが移行したため、日本テレビ系列とフジテレビ系列のクロスネット局となった同年10月以降は同時ネットへと変更された。
- 鹿児島県では、1994年3月まで日本テレビ系列とフジテレビ系列のクロスネット局であった鹿児島テレビで同時ネットされていたが、本番組の放映権が鹿児島読売テレビへ移行した同年4月以降はフジテレビ系フルネット局へと切り替わったため、フジテレビ系列のドラマ枠『水曜劇場』へ変更された。

## スタッフ
- 監修：秋元康
- 構成：浜田悠、吉野晃章、池田裕幾、小川浩之、浅野吉朗、兼上頼正、伊藤圭二
- TP：金岩昭博（以前はTD）
- ENG：元木宏、久保田雅文、大山浩文
- AUD：藤田洋幸、中村忠、村山政輝、小沢成人、飯田庸安芸、相馬敦
- 美術制作：小野寺一幸
- デザイン：高野雅裕、星野充紀
- 大道具：工藤俊一
- 小道具：菊地保
- 装置：岩井直樹
- EED：山下靖史（NTVV）、相澤英直、二戸部光ー
- MA：山崎秀二（NTVV）
- 音効：森山顕仁（VAMP→AXL）
- 音楽：後藤次利（初代・オープニング音楽）
- スタイリスト：倉科裕子
- ヘアーメイク：HAIR DIMENSION
- TK：塚越倫子
- 広報：小串理江
- 技術協力：八峯テレビ
- 美術協力：日本テレビアート
- 演出協力：CAPACITY
- 制作協力：Arrival
- AD：北村武嗣、坂口秀作、小林朗、松岡信行、塚田智之、吉田慎治、高橋清隆、荒井靖裕、金谷伯孝、水本恵、河崎弥生、中川隼佑
- 制作進行：堀田浩司
- AP：雨宮厚子（以前はデスク）
- デスク：熊谷春香
- ディレクター：井上陽史、井村誠男、前田直彦、河野真憲、高橋和博、永島雅也、福元洋之、岡田直也、千葉晃史
- 演出：小島悟（以前はディレクター）
- 総合演出：中村博行（以前はディレクター）
- プロデューサー：糸井聖一（以前はAP）
- チーフプロデューサー：大澤雅彦（1996年7月 - 1998年2月は演出兼任、2000年12月まではプロデューサー）
- 製作著作：日本テレビ

### 過去のスタッフ
- 構成：小山薫堂、そーたに、おちまさと、都築浩、岩谷正稔、竜泉
- TP：加田直彦、佐藤公則
- TM：宮下英俊
- TD：安波次夫（以前はSW）、米田博之、市川正志
- SW：平間良一、坂東秀明、新開宏
- カメラ：角田洋子、木村博靖、望月達史、中川昭生、青木いずみ、遠藤裕二
- 音声：小川洋文、鈴木佳一、中村一男、菅井裕一
- VE：田村好彦、貫井克次郎、高橋広樹、口田幹夫
- AUD：宮木毅
- 調整：山口考志、吉澤康雄
- 照明：佐野利喜男、渡辺一成、中川満、関真久、浅見俊一、東城右二 共立
- 美術制作：羽谷重信
- デザイン：黒木遠志、中野嘉一郎、小池寛
- 大道具：堀正(政)彦、對馬幸徳、末広誠司
- 電飾：大脇豊、福本誠一
- EED：山本真紀（HAC ヒューマックスアルファチャンネル）、伊地智恭平（NTVV）、小原雅之（アンサーズ）、YVS（四谷ビデオスタジオ）、テレユース、ユニテックリファインド、日本テレビビデオ
- MA：番匠康雄
- 音効：田中稔、今野直秀（VAMP）
- 広報：野元佳子、保坂朱美、向笠啓祐
- コーディネーター : フランス，ベルギー，スペイン，トルコ，エジプト，ドイツ，チェコ，イタリア，オランダ：エクセルマン・プロダクションズ ， 中山拓司(スーパートラベル)
- マーケティング：清水浩史
- CG：小栗斉
- タイトルロゴ：根本敬（初代・オープニングタイトル）
- オープニングタイトル：中島信也（東北新社）
- スタイリスト：Cコーポレーション
- ヘアーメイク：メーキャップルーム、佐藤浩二、松浦考紘
- マルチプロジェクター：エンターテーメントオブジャパン
- 技術協力：NTV映像センター、HAC
- 演出協力：LOCOMOTION
- AP：須原美香（前期）、金田有浩（中期）
- ディレクター：佐藤祐史、小林満、猪股隆一、神崎啓太郎、三觜雅人、白野勝敏
- 演出：伊藤輝夫（初期）、財津功（前 - 中期）、佐藤俊一郎、佐藤忍（佐藤俊・佐藤忍→共に以前はディレクター）
- プロデューサー：土屋敏男（サブ・1991年10月 - 1992年9月。開始当初しばらくの間は演出兼任）、三島由春（中期・1995年10月 - 1996年6月）
- チーフプロデューサー：大井紀子（前期はプロデューサー、大井マリーアントワネット紀子）、棚次隆（中期）、佐野讓顯（後期）